# Daniel Avery
Daniel Avery est un musicien et DJ anglais de musique électronique originaire de Bournemouth.

## Biographie

### Jeunesse et débuts
Daniel Avery se passionne initialement pour la guitare, se produisant dans des groupes locaux inspirés de Kyuss et My Bloody Valentine. Il participe régulièrement en club aux soirées dance Project Mayhem, avant d'être finalement invité comme DJ par le promoteur. Il emménage à Londres en 2007 et commence à se produire et mixer en 2009 sous le nom de Stopmakingme. Il collabore avec Little Boots, Hercules and Love Affair et Metronomy, et se produit régulièrement au Fabric. Pendant cette période, Daniel Avery travaille pour le magasin de disques Pure Groove, aujourd'hui disparu, à Smithfield Market, à Londres. Il y rencontre ses futurs collaborateurs Kelly Lee Owens et James Greenwood. Kelly Lee Owens contribue au premier album de Daniel Avery, Drone Logic. Ce dernier produit quant à lui le premier EP d'Owens, Oleic. En 2011, la boutique ferme ses portes et Daniel Avery reprend son nom civil pour ses productions à partir de 2012.

### 2012-présent
En 2012, il mixe pour la série Fabriclive et sort la mixtape Divided Love sur cassette. Cette dernière se limite à 100 exemplaires, avec une face dédiée à un mix club et l'autre à des morceaux plus ambient et chill-out.
En 2013, il sort son premier album, Drone Logic. En 2016, il publie une compilation DJ-Kicks et en 2018, il sort l'EP Slow Fade, suivi de son deuxième album, Song for Alpha, sur Phantasy Sound et Mute Records. L'album marque un changement par rapport à ses débuts, les critiques notant l'influence de ses collaborations avec le producteur londonien Volte-Face (dans le duo techno Rote) et Alessandro Cortini, avec qui il avait sorti un single ambient en 2017. En 2020, il collabore à nouveau avec Cortini sur l'album Illusion of Time . Le duo se forme alors que Daniel Avery suivait Nine Inch Nails, pour qui Cortini jouait régulièrement lors d'une tournée aux États-Unis en 2018.
En 2019, Avery remplace Mary Anne Hobbs dans son programme 6 Music Recommends sur BBC Radio 6 Music. En 2020, il sort le single « Lone Swordsman », en hommage à son mentor Andrew Weatherall, décédé en février de la même année. Les bénéfices des ventes du single par Bandcamp sont reversés à Amnesty International.
Il sort par surprise un troisième album, Love + Light, à l'été 2020. L'album est décrit comme un mélange de morceaux de dance uptempo et d'ambient, retournant à la dynamique de son précédent mix Divided Love.
Son quatrième album, Together in Static, sort le 24 juin 2021 et son cinquième, Ultra Truth, en novembre 2022. Le disque présente les voix de Kelly Lee Owens, Jonnie Standish de HTRK, HAAi, Marie Davidson et SHERELLE . Il était précédé du single "Chaos Energy".

## Discographie
- Drone Logic ( Phantasy Sound, 2013)
- Fabriclive 66 (Phantasy Sound, 2013)
- New Energy ( Remixes collectés) ( Because Music, 2015)
- Coups de DJ (K7, 2016)
- Fondu lent (Phantasy/ Mute, 2018)
- Chanson pour Alpha (Phantasy/ Mute, 2018)
- Chanson pour Alpha (faces B et remixes) (Phantasy Sound, 2019)
- Illusion of Time (avec Alessandro Cortini ) ( Rough Trade, 2020)
- Amour + Lumière (Phantasy Sound, 2020)
- Ensemble en statique (Phantasy Sound, 2021)
- Ultra Vérité (Phantasy Sound, 2022)
- Plus de vérité (Phantasy Sound, 2023)
- Kisses (remixes, Slowdive, 2024)[14]